# Johannes Philippus Suijling
Johannes Philippus Suijling ('s‑Hertogenbosch, 4 september 1869 – Den Haag, 14 juni 1962) – ook weleens geschreven als Suyling – was een Nederlands rechtsgeleerde, rechter en hoogleraar. Hij was als hoogleraar verbonden aan de Universiteit Leiden en de Universiteit Utrecht. Hij legde zich onder andere toe op het internationaal recht, het burgerlijk recht en het internationaal privaatrecht.

## Biografie
Johannes Philippus Suijling werd geboren op 4 september 1869 in 's‑Hertogenbosch. Zijn vader was de vishandelaar Jacobus Suijling en zijn moeder Maria Pieternella Baggerman. In zijn geboortestad ging hij naar het gymnasium. Hierdoor kreeg hij een afkeer van het Grieks maar hield er een voorliefde voor wiskunde aan over. In 1888 begon hij als student aan de Universiteit Utrecht. Daar promoveerde hij in 1893 bij Hendrik Jacobus Hamaker op het proefschrift  De statutentheorie in Nederland gedurende de XVIIe eeuw. Hamaker had Suijling ertoe aangezet om te promoveren op een rechtshistorisch onderwerp.
Na zijn wetenschappelijke promotie keerde Suijling terug naar 's‑Hertogenbosch, waar hij begon als advocaat en procureur. Hij had echter de ambitie om rechter te worden, maar hiervoor moest hij zichzelf eerst bijscholen. Dit deed hij onder andere tijdens een studiereis naar Berlijn en een studiereis naar Parijs. Hij verdiepte zich hier in de toen in Nederland nog nauwelijks ontwikkelde bestuursrecht en volkenrecht. Toen hij terugkeerde van zijn verblijf aldaar stortte hij zich op het burgerlijk procesrecht en het burgerlijk recht, wat er weer toe leidde dat hij zich ook verdiepte in het publiekrecht en tot slot het internationaal recht. In 1900 werd hij – na eerst een korte tijd als plaatsvervangend rechter te hebben gewerkt – benoemd tot rechter bij de rechtbank 's-Hertogenbosch. Hij plaatste kanttekeningen bij de ontwerp-Beroepswet van Jan Loeff (periode 1901-1905), wat ertoe leidde dat hem gevraagd werd om over te stappen naar het Ministerie van Justitie. Hij was van 1903 tot 1911 werkzaam als raadadviseur in Den Haag voor het Ministerie van Justitie. Tijdens het uitvoeren van deze functie moest hij zich toeleggen op het verdragenrecht wat hem laten een positie als buitengewoon hoogleraar zou opleveren.
Suijling werd in 1907 benoemd tot buitengewoon hoogleraar aan de Universiteit Leiden met als leeropdracht Het Volkenrecht. Hij aanvaardde dit ambt met de rede Critische Rechtswetenschap en Volkenrecht. Hij betoogde dat het volkenrecht niets anders is dan het nationaal recht dat iedere soeverein belooft na te leven. In 1911 maakte hij de overstap naar de Universiteit Utrecht, waar hem een gewoon hoogleraarschap in het burgerlijk en internationaal privaatrecht toebedeeld werd. Hij volgde hiermee zijn oude leermeester Hamaker op. Ter aanvaarding van dit ambt sprak hij de rede Het Wereldverkeer in het privaatrecht uit. Hij sprak over een op basis van het menselijk gebaseerd steven naar één wereldrecht. Suijling zelf was van mening dat een dergelijk wereldrecht te hoog gegrepen en meende dan ook dat het natuurrecht géén grondslag voor een wereldrecht is. Volgens hem was immers de enige mogelijke grondslag het nationaal recht van een staat. Van 1991 tot en met 1944 was hij redacteur van het blad Themis.
In Utrecht begon hij ook aan zijn hoofdwerk, namelijk: Inleiding tot het burgerlijk recht. Het doel van dit werk was om een zowel systematische als eenvoudige weergave van de hoofdbeginselen van het burgerlijk recht te geven. Gedurende het collegejaar 1925–1926 was hij rector magnificus. In die hoedanigheid hield hij de rede Kartel en trust in het privaatrecht. In 1925 was hij een van de oprichters van het Fonds ten behoeve van Indologische Studiën, de wetenschappelijke raad waarvan hij tot 1947 voorzat. Hij was sterk voor het behoud van Nederlands-Indië en het oprichten van een universiteit aldaar. Suijling bleef tot en met 1929 verbonden aan de rechtenfaculteit van de Universiteit Utrecht. Dat jaar nam hij wegens gezondheidsredenen ontslag. Nadien hield hij zich voornamelijk bezig met het voltooien van zijn hoofdwerk.
Hij overleed op 14 juni 1962 in Den Haag.

## Publicaties (selectie)
- De statutentheorie in Nederland gedurende de 17de eeuw. 's‑Hertogenbosch 1893
- Critische rechtswetenschap en volkenrecht. Leiden 1907
- Het wereldverkeer in het privaatrecht. Haarlem 1911
- Volkenrecht en politiek. Utrecht 1915
- Levend en stervend recht. Haarlem 1947
- Inleiding, tot het burgerlijk recht.